# Фемістокл-молодший
Фемістокл-молодший (також Фемістокл V; дав.-гр. Θεμιστοκλῆς; V століття до н. е.) — гіпотетичний давньогрецький політичний діяч, тиран Магнесії-на-Меандрі. Син попереднього тирана Археполіда та онук полководця Фемістокла. Відомий лише з нумізматичних джерел.

## Життєпис
Фемістокл-молодший належав до династії Фемістоклідів, яка була гілкою знатного жрецького афінського роду Лікомідів, представники якого вели своє походження від героя Ліка. Засновник династії — Фемістокл був одним із найвпливовіших політиків Афін свого часу. Однак, унаслідок політичної боротьби, приблизно у 470 році до н. е. його вигнали з міста за допомогою остракізму. Через три роки, влада полісу проговорила його до смерті, однак, вигнанцю з родиною вдалося знайти притулок у Державі Ахеменідів. Перський цар не тільки дозволив Фемістоклу зостатися у своїй державі, але й передав йому в управління міста Лампсак, Магнесію-на-Меандрі, Міунт, Перкоту та Палескепсіс. Ігор Суріков відмітив, що всі ці міста, крім Магнесії, перси вже не контролювали і їх передача вигнанцю була просто символічним жестом. Фемістокл фактично правив, як васальний тиран, лише Магнесією-на-Меандрі, де карбував власну монету.
Фемістоклу наслідував його син Археполід, сам факт його правління відомий лише з нумізматичних джерел. У 2017 році дослідник Кеннет Шиді виявив, що деякі монети Магнесії-на-Меандрі мають легенди ΘΕ та ΜΑ, інколи ΜΑΓΝ та ΜΑΓΝΗ. Однак, їх неможливо віднести до монет Фемістокла, сина Неокла, за стилем карбування вони повинні слідувати за монетами Археполіда. Тому дослідник висловив гіпотезу, що це монети наступника Археполіда, який був названий на честь свого діда — Фемістоклом. Для давніх греків було традиційно давати онуку ім'я діда, також відомо, що нащадки Фемістокла продовжували використовувати це ім'я у своєму іменослові й надалі. Так, письменник Плутарх, який жив у I—II сторіччях нашої ери, спілкувався представником цієї династії на ім'я Фемістокл. Кеннет Шиді називав гіпотетичного тирана Фемістоклом V, продовжуючи класичну просопографічну нумерацію афінських знатних родин. Російський дослідник Ігор Суріков називав цього правителя Фемістоклом-молодшим.
Археполід був одружений зі своєю єдинокровною сестрою Мнесиптолемою, таким чином Фемістокл-молодший був двічі онуком Фемістокла, сина Неокла. Античні автори не згадують про дітей подружжя, однак дослідники припускають їх існування. Історикиня Саллі Хамфріс висловлювала припущення, що сином Археполіда був Поліарх, могилу сина якого — Фемістокла, згадує географ Павсаній у своїй праці «Опис Еллади». На думку Джеффрі Сміта, у Ахеополіда і Мнесіптолеми могло бути кілька синів, які повернулися до Афін, їх нащадком міг бути Фемістокл, товариш Плутарха.
Коли саме Фемістокл-молодший наслідував своєму батьку, достеменно невідомо. Коли саме він перестав правити, також невідомо, але не пізніше 412 року до н. е., з цієї дати містом став правити Тіссаферн — перський сатрап Лідії. Ігор Суріков зазначав, що на пізніх тетартеморіях зникає легенда ΘΕ, яку заміняють легенди Μ—Α та ΜΑΓΝΗ з різних сторін монети і з'являється зображення бика, що буцається. На думку дослідника, ці зміни могли вказувати на те, що відбулося повстання, яке скинуло тирана. Однак він сам вважав це припущення малоймовірним, бо під час таких повстань убивали або виганяли з міста тирана та всю його родину, однак нащадки Фемістокла й далі жили в Магнесії-на-Меандрі протягом наступних століть та навіть отримували від міста почесті. Ігор Суріков вважав мирне закінчення тиранії, ще й без ненависті та ворожості до нащадків тирана, унікальним випадком. Кеннет Шиді вважав, що ім'я правителя зникло не через те, що він втратив контроль над карбуванням монет, хоча і припускав, що влада Фемістоклідів над містом могла послабшати з часом. Як зазначав дослідник, для V століття до н. е. було нехарактерно зазначати на монетах ім'я правителя. На його думку, напис повинен був привернути увагу до правителя як до лідера афінян у вигнанні. У часи Фемістокла-молодшого, або його наступника, члени правлячої династії настільки змішалася з елітою міста, можливо, завдяки шлюбу, що вважали вже себе магнесійцями, а не афінянами. У такому разі, вони вже не бачили потреби у карбуванні імені на монетах. Також, дуже сумнівно, щоб Фемістоклідів протягом століть шанували у місті, якби вони б залишалися для його мешканців чужинцями.

### Коментар
1. ↑  За різними версіями, це міг бути Ксеркс I або вже його син Артаксеркс I.
2. ↑  Ігор Суриков висловлював сумнів у вірогідності відомостей про передачу двох останніх міст, оскільки про них йдеться тільки в роботі Плутарха з посиланням на раньоелліністичних авторів — Фанія Ереського та Неанфа Кізікського.
3. ↑  Дослідниця Тетяна Гончарова зазначала, що нащадки Фемістокла добре ставилися вигнанців з Афін, особливо до тих, які покинули місто з власного бажання через свавілля і невдячність афінян. Одним з таких вигнанців був трагік Евріпід[12]

### Первинні джерела
- Павсаній. Опис Еллади.
- Плутарх. Фемістокл // Порівняльні життєписи.

### Дослідження
- Гончарова Т. В. Еврипид :  [рос.]. — Москва : Молодая гвардия, 1986. — 271 с. — (Жизнь замечательных людей).
- Молчанов А. А[ru]. Социальные структуры и общественные отношения в Греции II тысячелетия до н. э. :  [рос.]. — Москва : РАН, 2000.
- Суриков И. Е. Семья Фемистокла в Магнесии-на-Меандре (малоизвестный эпизод истории греческой тирании) :  [рос.] // Вестник древней истории. — 2019. — № 3 (79). — С. 569–585. — ISSN 0321-0391.
- Sarah C. Humphreys[en]. Kinship in Ancient Athens An Anthropological Analysis :  [англ.]. — OUP Oxford, 2018.
- Kenneth A. Sheedy. Themistocles, his son Archepolis, and their successors (Themistocles V?): numismatic evidence for the rule of a dynasty at Magnesia on the Maeander // Text and the material world : essays in honour of Graeme Clarke :  [англ.] / Elizabeth Minchin, Heather Jackson. — Uppsala : Astrom Editions, 2017. — С. 65-80. — ISBN 9789170812194.
- Jeffrey Smith. Themistocles: The Powerbroker of Athens :  [англ.]. — Pen and Sword Military, 2021.